# 麻將 (2004年遊戲)
《麻雀》是貓貓軟體於2004年12月10日發售的成人遊戲（脫衣麻雀）。
貓貓軟體作為5週年記念而發售的作品。雖然由於是麻雀這種特別形式的遊戲，當初是預定只限定發售給同好會的會員，但最後還是成為貓貓軟體的正式作品發售。

## 概要
遊戲主要有故事模式、自由模式和存活模式三種。除此之外，還有麻雀說明和附加模式。
在對戰中，會先播放莊家角色的BGM，若果有誰立直的話，就會變成立直那個角色的BGM（如果有追立直的話，同樣會依順序變更BGM）。
除此之外，包括自身角色在內正在打牌的全體角色會一邊熱熱鬧鬧地聊天，一邊發出各種不同的音效。
另外在糊牌之後，那個角色會將糊出的番種一個一個讀出來，滿貫以上的話連番數名都會讀出來（如果沒有聲優設定的角色，會變成叫聲或者聲效音等等）。

## 遊戲模式

### 故事模式
遊戲中的主要模式，就是所謂的「脫衣麻雀」，只有這個模式中含有成人要素。
水色的主角片瀨健二和她的乾妹片瀨雪希兩人，在街上與貓貓軟體的女主角們，進行1對1的2人麻雀對賽。
對戰角色是在地圖上選擇，地圖分前半和後半兩部份，與最先遇到的角色對局勝出後可沿路線往前進，繼續與下一個角色對戰。隨時都可以跟已贏過的角色再對戰，當然最先遇到的角色最弱，順著故事的推進角色亦變得越強（最初的對局起局分也比對手多）。
前半的地圖是「小褲褲編」。健二買給雪希作為禮物的內褲不見了，為了尋回內褲，而向遇到的女主角們挑戰麻雀對賽，輸的一方要「被看穿著的內褲」。
後半的地圖由「魔法少女編」開始。這是為了要遇到的女主角們拿著由「魔法少女☆日和（まじかる☆ひよりん）」以速遞送給雪希的「魔法少女判定裝置」（有點害羞的手杖），然後說出頗難為情的咒文而比賽。而效果是若有魔法少女的資質的話就會變身。
順帶一提，若沒有魔法少女資質的話，就只有衣服有變化。
終盤是「高潮編」。那個時候已在各種的麻雀對局中勝出的雪希，賭上不知在甚麼時候被封的「市內雀王大人」稱號，女主角們為了較量而來向雪希挑戰。
另外，地圖內除了原有的路線以外，還有幾個可以點擊的地方，除會教一些對戰的竅門外，也可看到有名的麻雀漫畫的戲仿，還有以在Fandisc 2中博得歡迎的「野心」中的武將們為中心的事件等。雖然也有一些沒甚麼意義的東西在其中……。

### 自由模式
使用在貓貓軟體的作品中出過場的角色來玩4人麻雀。可以自由選擇自己喜歡的對戰組合，角色的組合種類有超過100萬種以上。
比起角色的性格，變得更重喜好打法和實力強弱。另外，為了不想與有打法偏好的角色對戰的玩家，特別設有三位沒特別打法偏好的「過路的老頭子」。（※下述）。
還設計了在可以選擇的角色中，符合了一定條件時就可以再增加角色的系統。
再者，覺得選擇對戰角色很麻煩的話，還可以讓系統隨機選擇包括自己在內的角色組合（也可以只指定自己的角色或指定自己的角色與對戰的其中一到二人後，剩下的角色再隨機選擇）。
※「過路的老頭子」
1. 吉田孝弘 - 村野建設的經理課長，興趣是週末去卡拉OK
2. 小松芳夫 - 炫耀女兒在秋天的合唱大賽中得勝的事
3. 高畠繁之 - 因長期單身上任中而過著自由自在的獨身生活

另外，共有5級的難易度可供設定。選項為普通‧微辣‧大辣‧極辣‧新宿歌舞伎町。

### 存活模式
最初會給予玩家25000點，看看直到點數用完為止可以讓多少人箱聽1的挑戰模式。玩家可從自由模式中可選擇到的角色中的其中一個作為玩家的角色來開始遊戲。對局的對手箱聽之後，會替換新的角色來繼續對戰。無論是玩家還是對局對手，即使糊牌也不會加點數，只有輸的一方面被扣點數，直到自己箱聽為止。
雖然形式上跟自由模式一樣是打4個麻雀，但不能選擇對局的對手。另外，這個模式由於不會檢查玩家角色與對局對手的角色是否重複，會發生有2位（玩家與對局對手各1位）同一樣的角色同時對局的情況。

## 麻雀說明
為了不太清楚麻雀規則的人而設，由水色的小野崎清香向玩家說明簡單的遊戲規則與這個遊戲的設定選項。
另外，為了更不懂麻雀的人學習麻雀規則，在付錄的特典CD-ROM中有由水色的進藤五月和彈珠汽水的仲里光說明麻雀的基本規則，及由Fandisc中出場的探偵片瀨健三郎說明糊牌番種的「用三小時便學會的麻雀教室」。

## 附加模式
附加模式以可以看到在故事模式中曾出現過的CG的「CG鑑賞模式」為主，有介紹直到那時為止出場過的貓貓軟件的角色的「貓角色大圖鑑」等，還有糊過的番種一覽（番種曾糊過的次數）和可以閱覽存活模式的戰果。
另外，在遊玩時會得到一種叫角色卡片的東西，這東西的一覽也在附加模式中。

## 主題曲
- 片尾曲：「MAH-JONG」
  - 作詞：秋津環with貓貓雀士會　作曲：上松範康　編曲：藤田淳平　歌：YURIA

## 註解
- ^  注解1：箱聽：麻雀用語，即點數為負數。

## 外部連結
- 貓貓軟體（页面存档备份，存于） （日語）
- 《麻雀》在視覺小說數據庫的頁面 （英文）